# Xã Walker, Quận Hettinger, Bắc Dakota
Xã Walker (tiếng Anh: Walker Township) là một xã thuộc quận Hettinger, tiểu bang Bắc Dakota, Hoa Kỳ. Năm 2010, dân số của xã này là 22 người.